# Pachycraerus cyanescens
Pachycraerus cyanescens är en skalbaggsart som först beskrevs av Wilhelm Ferdinand Erichson 1834.  Pachycraerus cyanescens ingår i släktet Pachycraerus och familjen stumpbaggar. Inga underarter finns listade i Catalogue of Life.